# 光與影：33號遠征隊
《光與影：33號遠征隊》是Sandfall Interactive採用虚幻引擎5开发的回合制角色扮演游戏，发行则由开普勒互动负责。遊戲于2025年4月24日上市。

## 故事简介
每年女绘者“绘母（The Paintress）”会在她的巨石上苏醒并画下受诅咒的数字，任何年龄与该数字相同的人都会化为煙塵，消失殆尽。日复一日的恐惧不断压迫着人们，诅咒的数字逐渐变小，人民也越来越少。明天绘母将会苏醒并画下「33」。为了阻止绘母，不再令人们死亡，玩家将率領33号远征队并出发讨伐绘母。

## 开发与发行
在微软的「Xbox Games Showcase 2024」发表会上，法国公司Sandfall Interactive公布本作使用虚幻引擎5开发的回合制RPG，于2025年4月24日在Microsoft Windows、PlayStation 5和Xbox Series X/S平台交由开普勒互动发行。
| 汇总媒体             | 得分                                    |
| -------------------- | --------------------------------------- |
| Metacritic           | (PS5) 93/100 (Win) 91/100 (XSXS) 91/100 |
| OpenCritic（推荐率） | 97% 推薦                                |

## 遊戲機制
雖然該遊戲採回合制，但在玩家釋放技能及敵人攻擊時，都會觸發QTE，該機制使得該遊戲相較傳統JRPG遊戲，更加緊張刺激，因此使該作品大受歡迎。其中，應對敵人攻擊時，玩家可以採用“閃避”或“格擋”進行應對。成功的話則不會受到傷害。同時，成功格擋敵人一次出招中的所有攻擊後，可以觸發“反擊”。

## 外部連結
- 官方网站